# Da capo a 12
Da capo a 12 è un singolo del cantautore italiano Gazzelle, pubblicato il 14 marzo 2025 come quinto estratto dal quinto album in studio Indi.

## Descrizione
Il brano è scritto dallo stesso cantautore, che ha anche curato la produzione con Federico Nardelli e già incluso come sesta traccia dell'album Indi.

## Promozione
Il brano è stato eseguito dallo stesso cantautore il 22 marzo 2025 nel corso della prima puntata del serale della ventiquattresima edizione del talent show Amici di Maria De Filippi.

## Tracce
Testi di Flavio Bruno Pardini, musiche di Flavio Bruno Pardini e Federico Nardelli.
1. Da capo a 12 – 3:34

## Formazione
- Gazzelle – voce, produzione
- Federico Nardelli – basso, batteria, chitarra elettrica ed acustica, cori, pianoforte, percussioni, sintetizzatore, programmazione, produzione, registrazione

## Classifiche
| Classifica (2025) | Posizione massima |
| ----------------- | ----------------- |
| Italia            | 90                |